# 大典顕常

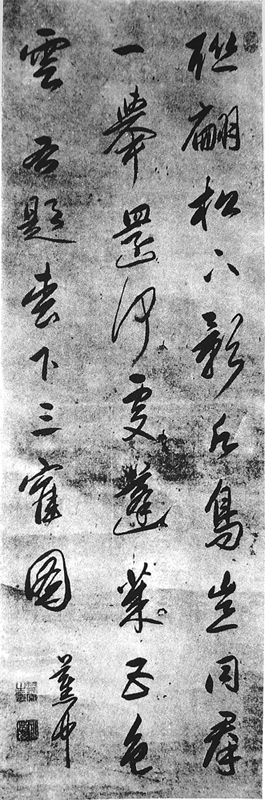
大典顕常筆

大典 顕常（だいてん けんじょう、享保4年5月9日〈1719年6月26日〉 - 享和元年2月8日〈1801年3月22日〉）は、江戸時代中期の禅僧、漢詩人である。
日本初の『茶経』の注釈書『茶経詳説』を著した。
諱は顯常、号は大典、字は梅荘、別号に蕉中・淡海・小雲棲・北禅書院・東湖山人・不生主人・太真など。竺常（）と署名することも多い。

## 略歴
近江国神崎郡伊庭郷（現 滋賀県東近江市）の儒医 今堀東安の子として生まれたとされるが、権大納言園基勝（その もとかつ）の私生児でその後里子に出されたとの説もある。
享保13年（1728年）相国寺の独峰慈秀の下で禅の修行に務め、11歳で得度。明和7年（1771年）五山碩学に選ばれ、朝鮮修文職に任じられる。翌年、相国寺住持となる。明和9年（1773年）4月には慈雲庵へ戻る。天明元年（1781年）対馬の以酊庵に住持として2年間赴任する。天明5年（1785年）南禅寺住持になり、幕府の辞令を受け拝礼のため江戸へ下り、それ以来たびたび朝鮮外交について献策した。
天明8年（1788年）天明の大火で相国寺は全焼したが、貴重な典籍の再収集や再建に尽力した。享和元年（1801年）歿。享年83。
儒学は宇野明霞に学び、詩は大潮元皓に学んだ。儒学の師 明霞が歿した3年後に、大典は師の遺稿を編集して『明霞先生遺稿集』として刊行しており、師の信任が篤かったことが窺える。明霞門の盟友に片山北海がおり、彼の主催する混沌詩社にも参加して詩文を磨いている。
多くの文人墨客と積極的に交わり、池大雅、菅茶山、高芙蓉、葛子琴、篠崎三島らと交流した。特に六如慈周とは終生の親交をもった。中国において貴重な経典が失われる事件があったとき、大典は慈周とともにこの寄贈を果たしたというエピソードがある。伊藤若冲に支援を続け、相国寺の襖絵などを描かせたり、売茶翁の高貴な風情に即した煎茶道を広めたり、木村蒹葭堂と協力して清国の『煎茶訣』を刊行し日本に紹介したりしている。売茶翁の生涯を綴った唯一の伝記「売茶翁伝」（『売茶翁偈語』の巻頭）を著し後世に伝えた。

## 詩
古文辞派にこだわらず、平明達意の詩文で知られた。特に、漢文語法の的確さから詩文作法書や唐詩の注釈に対する評価は高い。和歌の教養も深くその要素を漢詩に取り込もうと試みている。仏教的な枠に囚われることなく自由で大胆な作風である。

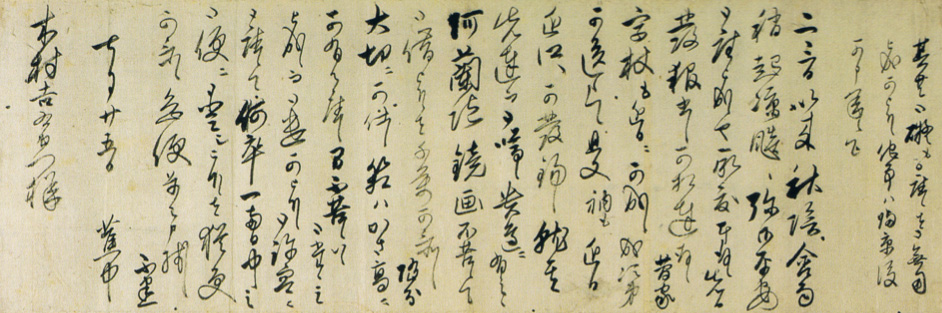
大典書状 木村蒹葭堂宛 7月25日付

詩集
- 『昨非集』2巻2冊　（1761年）
- 『小雲棲稿』12巻6冊（1775）
- 『北禅文草』4巻2冊（1792）
- 『北禅詩草』6巻2冊（1792）
- 『北禅遺草』8巻4冊（1807）
- 『大典禅師陀』1冊（1806）
- 『小雲棲詠物詩』2巻2冊（1787）
- 『萍遇録』2冊（1764）
- 『小雲楼論語鈔説』
- 『小雲楼詩書鈔説』